# اوباکوی
اوباکوی (به ترکی استانبولی: Obaköy) شهری است در کشور ترکیه که در استان آنتالیا واقع شده‌است. جمعیت این شهر بر اساس سرشماری سال ۲۰۰۸ میلادی ۱۳٬۹۸۸ نفر و بر اساس برآوردهای سال ۲۰۰۹ میلادی ۱۴٬۰۶۴ نفر می‌باشد.